# Nalbandyan
Nalbandyan là một đô thị thuộc tỉnh Armavir, Armenia. Dân số ước tính năm 2011 là 5027 người.